# Аня Кнавер
Аня Кнавер (нім. Anja Knauer; нар. 18 березня 1979, Вандсбек, Гамбург, ФРН) — німецька акторка, яка виконала головні жіночі ролі у декількох німецьких фільмах.

## Біографія

### Ранні роки
Кнавер виросла у кварталі Сасел містечка Вандсбек зі своїм молодшим братом, Тімом. Приєдналася до дитячого агентства моделювання, коли їй було 15. Після закінчення іспиту на атестат зрілості в Гамбурзі, Кнавер вивчала кіно та літературу у Вільному університеті Берліна. Брат Ані, Тім, також актор, відомий по своїй роботі в ролі синхронізатора.

### Акторська кар'єра
У 1996 році, коли їй було 17, Кнавер отримала свою першу роль на ZDF Мартіни Гіс у телефільмі Kleine Einbrecher. Фільм Küss mich, Frosch, в якому Кнавер була провідною актрисою і грала разом з Маттіасом Швайгхофером, виграв Emil, Goldener Spatz і Erich Kästner-Fernsehpreis (за сценарій) і був номінований на Еммі.

### Дизайнерство
Кнавер працювала дизайнером, зокрема, над номерами у «Michelberger Hotel» в Берліні.

## Фільмографія
- 1998: SK Kölsch
- 1998: Frühstück zu viert
- 1999: Die Angst in meinem Herzen
- 1999: Schule am See
- 1999: Im Namen des Gesetzes
- 1999: SOS Baracuda
- 1999: Die Strandclique
- 1999: Klinikum Berlin Mitte — Leben in Bereitschaft
- 2000: Küss mich, Frosch
- 2000: Küstenwache
- 2000: Кобра 11
- 2000: Lenya — Die größte Kriegerin aller Zeiten
- 2001: Ein Fall für zwei
- 2002: SOKO Leipzig
- 2002: Annas Heimkehr
- 2002/03: Wilde Jungs — Men in Blue
- 2003: Clipper — Kompass der Liebe
- 2003: Schlosshotel Orth
- 2003: Plötzlich ist es Liebe
- 2003: Wind über den Schären
- 2004: Tsunami
- 2004: Ums Paradies betrogen
- 2005: Das Haus am Väner See
- 2005: Auf immer und ewig und einen Tag
- 2005: Amazing Grace
- 2006: Delire de negation
- 2006: Zepp
- 2006: Im Leben eine eins
- 2006: Der Himmel über Cornwall
- 2007: Hilfe, die Familie kommt!
- 2007: Ein Fall für zwei
- 2007: Die Gustloff
- 2009: Pfarrer Braun
- 2009: Meine Tochter und der Millionär
- 2009: Résiste — Aufstand der Praktikanten
- 2009: Ein starkes Team
- 2010: Kommissar LaBréa — Mord in der Rue St. Lazare
- 2010: Kommissar LaBréa — Todesträume am Montparnasse
- 2010: Familie Dr. Kleist
- 2010: Doctor's Diary
- 2011: Spreewaldkrimi — Die Tränen der Fische
- 2011: Alarm für Cobra 11 — In der Schusslinie
- 2011: Der Sandmann
- 2011: Die letzte Lüge
- 2011: Der Staatsanwalt
- 2011: In guten wie in schlechten Tagen
- 2012: In aller Freundschaft — Magie
- 2012: Der Landarzt
- 2012: Soko Wismar
- 2012: Im Weissen Rössl
- 2013: Die Bergretter